# Metropoli in fiamme
Metropoli in fiamme (Barriers Burned Away - titolo UK: The Chicago Fire) è un film muto del 1925 diretto da W. S. Van Dyke. La sceneggiatura si basa su Barriers Burned Away, romanzo di Edward Payson Roe pubblicato a New York nel 1872.

## Trama
A Chicago, il pittore Wayne Morgan si mette a investigare su una preziosa tela rubata a casa di sua madre e, sotto falso nome, va a lavorare al Randolph Art Shop. Mark Randolph, il proprietario della galleria, vorrebbe far sposare sua figlia Christine, una ragazza ricca e viziata, al conte di Tarnsey. Ma la ragazza pone come condizione al matrimonio quella di veder accettato un suo lavoro, la copia di un capolavoro, dall'Accademia d'Arte. Wayne riconosce nel dipinto di Christine la copia del quadro rubato a sua madre e accusa Mellon, il manager della galleria, di furto.
Mellon viene arrestato e i giudici dell'accademia, sotto suggerimento di Wayne, respingono il lavoro di Christine. La ragazza vuole vendicarsi di Wayne. Ma, quando scoppia l'incendio di Chicago, lui corre a salvarla. Insieme, difendono il negozio del padre dai saccheggiatori. Poi, però, vengono separati. Quando Wayne rivede Christine, la trova che sta pregando per lui. I due finalmente si dichiarano il loro amore reciproco.

## Produzione
Prodotto dalla Encore Pictures.

## Distribuzione
Il copyright del film, richiesto dalla Associated Exhibitors, Inc., fu registrato il 9 dicembre 1924 con il numero LU20783. Il film venne distribuito dalla Associated Exhibitors e uscì nelle sale il 4 gennaio 1925 con la dizione: Film presentato da Arthur F. Beck.
I titoli del film nelle diverse nazioni:
- Francia: La Cité en flammes
- Regno Unito: The Chicago Fire

Copia della pellicola si trova conservata negli archivi della Cineteca Italiana di Milano.